# Halfdan Rasmussen

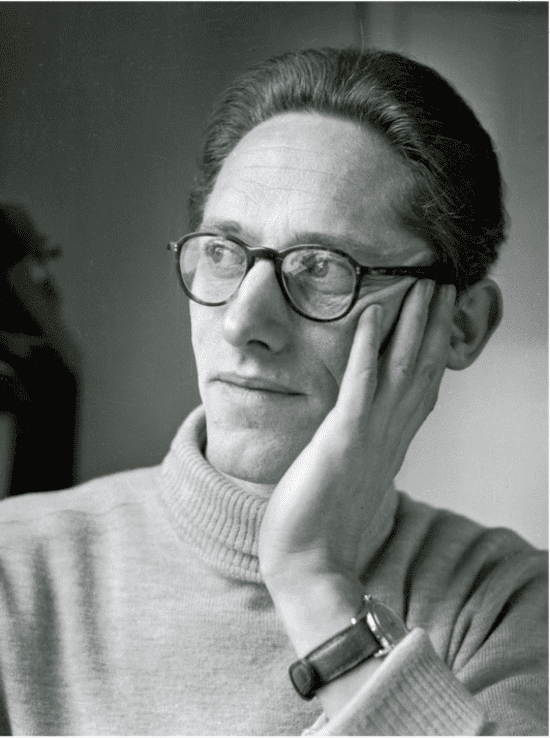
Halfdan Rasmussen

Halfdan Rasmussen (geboren am 29. Januar 1915 in Kopenhagen; gestorben am 2. März 2002 in Hornbæk) war ein dänischer Dichter und Widerstandskämpfer.

## Leben
Rasmussen war im Zweiten Weltkrieg Widerstandskämpfer gegen die deutsche Besetzung. 1957 wurde er mit dem dänischen Literaturpreis De Gyldne Laurbær für seine Gedichtsammlung „Torso“ ausgezeichnet, welche auf Reisen durch Griechenland entstanden waren. Berühmt geworden ist er durch seine Gedichte während der deutschen Besatzung bis 1945. Seine antimilitaristischen Gedichte sind stark karikierend und naiv-expressiv gezeichnet. Die grotesk-komische Weise entschärfte dabei das Unheil. Die Gedichte fanden illegal gedruckt Verbreitung. Später fanden seine Sprachspiele durch kurze Reime breite Wirkung in der sogenannten Nonsens-Kinderbuchliteratur.

## Auszeichnungen
- 1960 Literaturpreis Drachmannlegatet
- 1988 Großer Preis der Dänischen Akademie für sein emanzipatorisch-aufklärerisches Gesamtwerk.

## Wirkung
Eines seiner Gedichte „Ikke Bødlen“ wurde auf einem 1979 von Amnesty International veröffentlichten Buch über die Menschenrechte gewürdigt. Die Anfangszeilen fanden in einem Song von Roger Waters Eingang: „Each Small Candle“.